# اچ‌ام‌اس مرماید (یو۳۰)
اچ‌ام‌اس مرماید (یو۳۰) (به انگلیسی: HMS Mermaid (U30)) یک کشتی بود. این کشتی در سال ۱۹۴۳ ساخته شد.